# Amesia
Amesia is een geslacht van vlinders van de familie bloeddrupjes (Zygaenidae), uit de onderfamilie Chalcosiinae.

## Soorten
- A. aliris (Doubleday, 1847)
- A. namouna (Doubleday, 1847)
- A. sanguiflua (Drury, 1773)